# 셰퍼드 제도

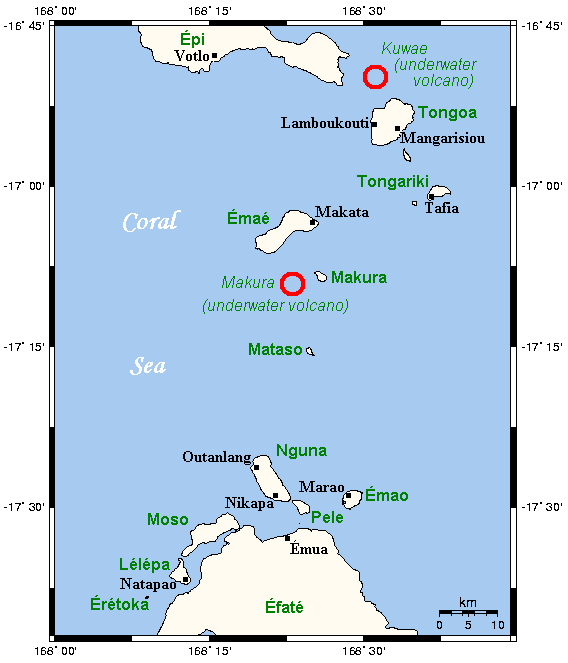
셰퍼드 제도의 지도

셰퍼드 제도(영어: Shepherd Islands)는 바누아투의 셰파주에 위치한 제도로, 에피섬과 에파테섬 사이에 위치한다. 면적은 88km2, 인구는 3,634명(2009년 기준)이다. 최고점은 에마에섬(Emae)에 있는 마웅가라시산(Maunga Lasi)이며, 해발 644m이다.
가장 큰 섬인 통고아섬(Tongoa, 인구 2,243명, 2009년 기준)과 에마에섬(Emae, 인구 743명, 2009년 기준)을 비롯해 통가리키섬(Tongariki, 인구 274명, 2009년 기준), 부닝가섬(Buninga), 마쿠라섬(Makura), 마타소섬(Mataso), 라이카섬(Laika), 에워세섬(Ewose), 팔레아섬(Falea) 등으로 구성된다.